# کلد اش
کلد اش (به انگلیسی: Cold Ash) یک روستا و محله مدنی در بریتانیا است که در بارکشر غربی واقع شده‌است. کلد اش ۷٫۹ کیلومتر مربع مساحت و ۴٬۰۶۳ نفر جمعیت دارد.